# Cutie and the Boxer
Pour plus de détails, voir Fiche technique et Distribution.
Cutie and the Boxer est un film américain réalisé par Zachary Heinzerling, sorti en 2013.

## Synopsis
Le film explore le mariage chaotique du « peintre boxeur » Ushio Shinohara et de sa femme, Noriko.

## Fiche technique
- Titre : Cutie and the Boxer
- Réalisation : Zachary Heinzerling
- Scénario : Zachary Heinzerling
- Musique : Yasuaki Shimizu
- Photographie : Zachary Heinzerling
- Montage : David Teague
- Production : Patrick Burns, Lydia Dean Pilcher, Zachary Heinzerling et Sierra Pettengill
- Société de production : Little Magic Films, Cine Mosaic et Ex Lion Tamer
- Société de distribution : RADiUS-TWC (États-Unis)
- Pays :  États-Unis
- Genre : Documentaire
- Durée : 82 minutes
- Dates de sortie : 
  -  États-Unis : 16 août 2013

## Distinctions
Le film a été nommé à l'Oscar du meilleur film documentaire en 2014.